# Elis Ligtlee
Elis Ligtlee (Deventer, 28 juni 1994) is een Nederlands voormalig baanwielrenster. Haar specialiteiten waren de korte disciplines, zoals de sprint, de 500 meter tijdrit en de keirin. Op dit laatste onderdeel won ze goud op de Olympische Spelen van 2016.

## Carrière
Ligtlee begon haar carrière in de BMX-sport en werd verschillende malen Europees en wereldkampioen in diverse jeugdcategorieën. Omdat ze de sport te gevaarlijk vond worden, stapte ze in 2011 over naar het baanwielrennen. In het baanwielrennen won ze in datzelfde jaar een aantal Nederlandse titels en vanaf 2013 won ze meerdere medailles op de Europese kampioenschappen baanwielrennen. Op de wereldkampioenschappen baanwielrennen 2015 veroverde Ligtlee zilver op het onderdeel sprint.
Op 13 augustus 2016 won ze goud op het onderdeel keirin tijdens de Olympische Zomerspelen 2016 in Rio de Janeiro. In de finale nam de Nederlandse al vroeg de leiding en wist ze in de slotronde haar concurrentes achter zich te houden. De Britse Rebecca James (zilver) en de Australische Anna Meares (brons) eindigden binnen een seconde van Ligtlee.
Tijdens de huldiging in de ridderzaal op 24 augustus 2016 werd Ligtlee koninklijk onderscheiden voor haar prestatie door minister van sport Edith Schippers. Ze werd benoemd tot Ridder in de Orde van Oranje-Nassau. Twee dagen later werd ze gehuldigd in haar woonplaats Eerbeek. Ook werd het stationsplein naar haar vernoemd en kreeg Ligtlee de penning der verdienste van de gemeente Brummen.
Ligtlee maakte in december 2018 bekend dat ze stopte met baanwielrennen. Ze had geen plezier meer in wat ze deed en miste de motivatie om op topniveau te presteren. Een race om de wereldbeker in Berlijn in november 2018 was haar laatste wedstrijd.

## Erelijst
2011

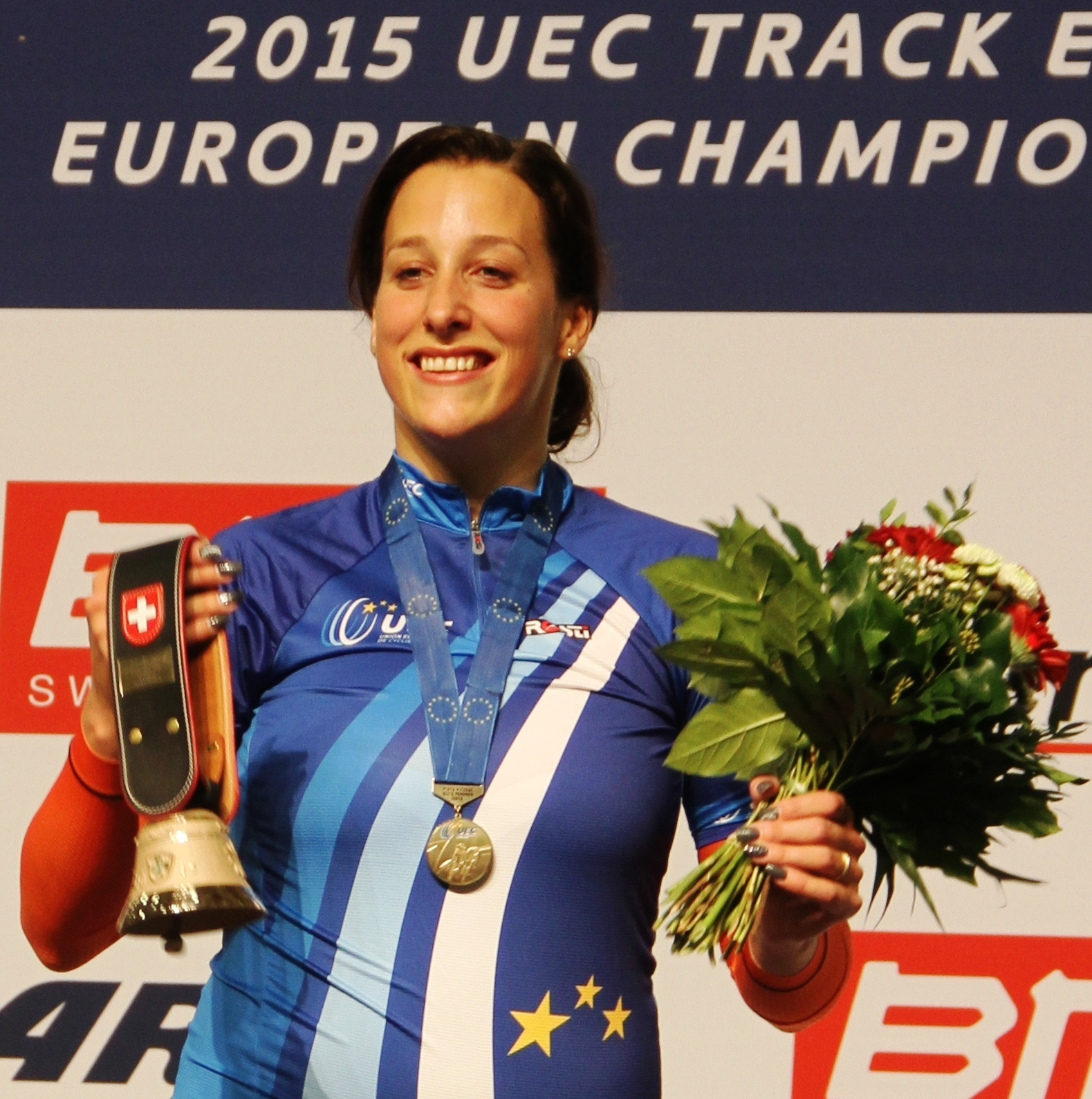
Europees kampioene 2015

- EK baan 500m, junior dames
- NK baan 500 m
- NK baan keirin
- NK baan sprint

2012
- WK baan 500 m junioren
- EK baan 500 m junioren
- EK baan keirin junioren
- NK baan 500 m
- NK baan sprint
- NK baan keirin

2013
- EK baan ploegsprint onder 23
- EK baan sprint onder 23
- EK baan 500 m onder 23
- EK baan sprint
- EK baan keirin
- NK baan 500 m
- NK baan sprint
- NK baan keirin

2014
- EK baan keirin onder 23
- EK baan sprint onder 23
- EK baan 500 m onder 23
- EK baan ploegsprint
- EK baan 500 m
- NK baan keirin
- NK baan sprint
- NK baan 500 m

2015
- WK baan sprint
- EK baan sprint
- EK baan 500 m
- EK baan keirin
- EK baan teamsprint

2016
- OS baan keirin

2018
- WK baan 500 m

WK = Wereldkampioenschap
EK = Europees kampioenschap
NK = Nederlands kampioenschap
OS = Olympische spelen

## Erkenning
Het gemeentebestuur van Brummen huldigde Ligtlee (die in Eerbeek woont) in 2015 vanwege haar sportieve prestaties. In 2016 kreeg ze door haar olympische titel de penning van verdienste, die al 13 jaar niet meer was uitgereikt.

## Persoonlijk
Elis is opgegroeid in het dorpje Eerbeek in de gemeente Brummen (Gelderland) 
Haar jongere broer Sam Ligtlee is ook een succesvol baanwielrenner.
2012: Victoria Pendleton · 
2016: Elis Ligtlee · 
2020: Shanne Braspennincx · 
2024: Ellesse Andrews